# François de Grenaille
François de Grenaille, Sieur de Chatounières (* 1616 in Uzerche; † 1680 ebenda) war ein französischer Schriftsteller und Übersetzer.

## Leben und Wirken
François de Grenaille ließ sich, seiner Berufung zum Mönchsstand folgend, in seiner frühen Jugend in ein Kloster in Bordeaux aufnehmen und wechselte dann in ein Kloster in Agen. Er beschloss dann, die geistliche Laufbahn aufzugeben und übersiedelte nach Paris, um eine literarische Karriere einzuschlagen. 
Die auch zur Unterhaltung dienenden moralischen Werke des Akademikers Nicolas Faret (L’honnête homme, 1630) und des Franziskaners Jacques Du Bosc (L’honnête femme, 1632–1636), die zu ihrer Zeit viel Aufsehen erregten und sehr beliebt waren, inspirierten ihn, innerhalb weniger Jahre mehrere ähnliche Werke zu verfassen (siehe Kapitel Frühe Werke). Hiermit sprach er vor allem die weiblichen Leser an. 
Wahrscheinlich war es der Protektion einflussreicher Frauen zu verdanken, dass ihn Herzog Gaston von Orléans zu seinem Historiographen ernannte. Grenaille  war – ungeachtet der geringen Beachtung seiner Werke – von deren beifälliger Aufnahme überzeugt, sodass er sein Brustbild vor seine Schriften setzen und mit der anmaßenden Umschrift: „Sic mortales immortales evadimus“ (d. h. „So werden wir Sterblichen unsterblich“) versehen ließ.
Grenaille behandelte nun auch historische und politische Stoffe. Obwohl er als Historiograph im Dienst des Herzogs von Orléans stand, wirkte er als Lobredner Richelieus, einem Gegner des Herzogs, in einem diesem gewidmeten Nachruf (Le mausolée cardinal). Diese und ähnliche Handlungen scheinen auch zu einer Untersuchung gegen ihn wegen Majestätsbeleidigung geführt zu haben. Seine politische Betätigung hatte von 1648 bis 1649 eine Haftstrafe in der Bastille zur Folge. Falls er in die Unruhen der Fronde verwickelt war, dürfte sein Mitwirken daran unbedeutend gewesen sein, da er straflos blieb und in den diesbezüglichen zeitgenössischen Berichten nicht erwähnt wurde. Nach seinem eigenen Bericht in der Vorrede zum zweiten Band seines Werks Le sage résolu contre la fortune (2 Bde., Paris 1650–1660) schwebte er jedoch in Gefahr, die Todesstrafe durch Enthauptung zu erleiden. In der zweiten Ausgabe (2 Bde., Paris 1678) erhielt das Buch, das nur eine Übersetzung von Francesco Petrarcas bekannter Schrift De remediis utriusque fortunae ist, den es genauer bezeichnenden Titel Entrétiens de Petrarque.
Grenaille versuchte sich auch in der dramatischen Poesie. Er verfasste die Tragödie L’innocent malheureux ou la mort de Crispe (Paris 1639). Grenaille gab an, die dasselbe Thema behandelnde lateinische Tragödie Crispus (1597) des italienischen Jesuiten Bernardino Stefonio gelesen zu haben. Denselben Stoff wählte später Jean Racine für seine Phädra (1677). 
Bald nach Grenailles Tod gerieten seine Werke in Vergessenheit. Nur bei Liebhabern von Kuriositäten fanden sie noch Interesse, insbesondere die Plaisirs des dames in der neueren Leidener Ausgabe von 1643. Von diesem Werk war auch eine deutsche Übersetzung unter dem Titel Frauenzimmer-Belustigung (Nürnberg 1657) erschienen.

## Werke (Auswahl)

### Frühe Werke
- L’honnête fille, Paris 1639
- L’honnête veuve, Paris 1640
- L’honnête mariage, Paris 1640
- L’honnête maîtresse, Paris 1640
- L’honnête garçon, Paris 1642
- La bibliothèque des dames, Rouen 1640
- Les plaisirs des dames, Paris 1641
- La mode ou caractère de la religion, de la vie et de la conversation, Paris 1642
- Théâtre de l’univers ou l’abrégé du monde, 2 Bände, Paris 1644

### Werke über historische und politische Themen
- Le mercure portugais depuis la mort du Don Sébastian jusqu’au couronnement de Don Jean IV, Paris 1642; anonym herausgegeben; behandelt die Geschichte der portugiesischen Revolution
- Le soldat suédois racontant l’histoire de tout ce qui s’est passé en Allemagne depuis la mort du roi de Suède jusqu’à présent avec un discours militaire sur la vie et la mort du Duc de Weimar, Paris 1642; Fortsetzung des vom deutschen reformierten Theologen Friedrich Spanheim verfassten ersten Teils
- Le bon esprit, Paris 1648; dem Kardinal Richelieu gewidmete Schrift; deutsche Übersetzung unter dem Titel Bedenken vom hohen Geiste des Menschen (Frankfurt 1670 und 1674)

### Sonstige Werke
- Le sage résolu contre la fortune. 2 Bände, Paris 1650–1660
- L’innocent malheureux ou la mort de Crispe. Tragödie, Paris 1639